# Joplin (Missouri)
Joplin é uma cidade localizada no estado americano de Missouri, no Condado de Jasper e Condado de Newton. Fica a poucos quilómetros da fronteira com os estados de Kansas e Oklahoma. Atravessada pela Route 66, deve a esta estrada o seu desenvolvimento.
A cidade foi muito afetada por um tornado de categoria EF5, na Escala Fujita Melhorada, em 22 de maio de 2011. Ficou destruída num corredor de 10 km de comprimento por 800 m de largura, que matou 162 pessoas, das quais 139 na cidade.

## Demografia
Segundo o censo norte-americano de 2010, a sua população era de 50150 habitantes.

## Geografia
De acordo com o United States Census Bureau tem uma área de 81,6 km², dos quais 81,4 km² cobertos por terra e 0,2 km² cobertos por água.

## Localidades na vizinhança
O diagrama seguinte representa as localidades num raio de 8 km ao redor de Joplin. 